# Heredia
Heredia je jedna ze sedmi kostarických provincií. Rozprostírá se na severu země na hranici s Nikaraguou. Je nejmenší provincií Kostariky. Většina obyvatelstva této provincie je soustředěna v jižní části provincie. Města na jihu provincie jsou součástí největší kostarické aglomerace okolo hlavního města San José.
Tato provincie se skládá z 10 kantonů:
- Barva (Barva)
- Belén (San Antonio)
- Flores (San Joaquín)
- Heredia (Heredia)
- San Isidro (San Isidro)
- San Pablo (San Pablo)
- San Rafael (San Rafael)
- Santa Bárbara (Santa Bárbara)
- Santo Domingo (Santo Domingo)
- Sarapiquí (Puerto Viejo)